# إيدي مابو
إيدي مابو (بالإنجليزية: Eddie Mabo)‏ (29 يونيو 1936 - 21 يناير 1992) مواطن أسترالي من السكان الأصليين لأستراليا من جزر مضيق توريس، عْرف بدوره في حملة حقوق أراضي السكان الأصليين ودوره في قرار تاريخي أصدرته المحكمة العليا في أستراليا التي قلبت العقيدة القانونية ل «الأرض الخالية» («لا أرض لأحد») التي ميزت القانون الأسترالي فيما يتعلق بالأرض والملكية.
استغرق الأمر معركتين قانونيتين قبل أن تصدر المحكمة العليا الأسترالية حكمًا من ستة إلى واحد لصالح مابو والمدعين الآخرين في 3 من حزيران يونيو 1992 ولم يتمكن مابو من البقاء حيث مات بالسرطان قبل خمسة أشهر فقط من نطق المحكمة بالحكم.
أدى القرار التاريخي إلى إصدار تشريع اتحادي لحقوق ملكية السكان الأصليين في عام 1993، وتحتفل أستراليا كل عام في الثالث من حزيران/يونيو من كل عام بيوم مابو مع جعل اليوم عطلة عامة في جزر مضيق توريس، وفي 2017 أصدرت مصنع سك العملة الملكي الأسترالي عملة تذكارية بمناسبة مرور 25 عاما على رحيله.

## النشأة والأسرة
ولد مابو إيدي كويكي سامبو لكنه غير لقبه إلى مابو عندما تبناه عمه بيني مابو كان هذا التبني جزءًا من ممارسات التبني التقليدية لسكان جزر مضيق توريس. ولد في جزيرة مير (جزيرة موراي) في مضيق توريس بين البر الرئيسي كوينزلاند وبابوا غينيا الجديدة.
تزوج مابو من بونيتا نيوهو وهي أسترالية من جزر بحر الجنوب عام 1959. وأثمرت الزيجة عن سبعة أطفال وتبنى ثلاثة آخرين. لدى مابو أبنه وحيدة وهي (جايل) التي أصبحت لاحقاً فنانة لفن السكان الأصليين وراقصة تعمل مع المدارس في نيو ساوث ويلز كمستشار ثقافي وتعمل كمتحدث باسم الأسرة.
توفيت بونيتا مابو زوجة إيدي في تاونسفيل في 26 نوفمبر 2018، عن عمر يناهز 75 عامًا، بعد أيام فقط من تلقيها الدكتوراه الفخرية من رسائل جامعة جيمس كوك لمساهماتها في العدالة الاجتماعية وحقوق الإنسان.

## مسيرته
عمل مابو على قوارب صيد اللؤلؤ، ثم كقاطع قصب، ثم كعامل مستقل للسكك الحديدية قبل أن يصبح بستانيًا في جامعة جيمس كوك في تاونسفيل كوينزلاند في عمر 31.
في عام 1973 أسس إدي وبونيتا مابو مدرسة بلاك كوميونيتي في تاونسفيل، حيث يمكن للأطفال تعلم ثقافتهم الخاصة بدلاً من الثقافة البيضاء.

كان للوقت الذي قضاه في الحرم الجامعي تأثير كبير على حياته. ففي عام 1974 كان يتحدث مع المؤرخين بجامعة جيمس كوك نويل لوس وهنري رينولدز، ويتذكر لوس: 
 كنا نتناول الغداء ذات يوم في مكتب رينولدز عندما كان كويكي يتحدث للتو عن أرضه مرة أخرى في جزيرة مير أو جزيرة موراي. أدركت أنا وهنري أنه في رأيه يعتقد أنه يمتلك تلك الأرض، لذا فقد نظرنا إلى بعضنا البعض، ثم تحملنا المسؤولية الصعبة لإخباره أنه لا يملك تلك الأرض، وأنها أرض التاج الملكي. فوجئ كويكي بالصدمة وحتى... قال وأذكره بقوله «لا، ليس ملكهم، إنه ملكنا». 
 في وقت لاحق، عندما كان مابو مساعد أبحاث في مشروع تاريخ شفوي في مضيق توريس، قال رينولدز: 
 وصل إلى جزيرة الخميس وليس إلى أبعد من ذلك. تم رفض السماح له بالهبوط على أي من الجزر الأخرى في المضيق. كانت السمعة كجذري عبئًا ثقيلًا في كوينزلاند في ذلك الوقت. بالنسبة لإدي كان الرفض مدمرا. لم يستطع العودة إلى المنزل. لم يكن فقط بلا أرض في نظر قانون الرجل الأبيض، بل كان منفيًا أيضًا. 

## الدفاع عن حق الأرض
في عام 1981 عُقد مؤتمر حقوق الأرض في جامعة جيمس كوك وألقى مابو خطابًا للجمهور حيث شرح نظام وراثة الأرض في جزيرة موراي. وقد أشار أحد الحاضرين وهو محام إلى أهمية هذا من حيث مبدأ القانون العام الأسترالي، واقترح أنه يجب أن تكون هناك حالة اختبار للمطالبة بحقوق ملكية الأراضي من خلال نظام المحاكم، وكان المحامي القائم على بيرث جريج ماكنتاير في المؤتمر ووافق على أخذ القضية. ثم قام بتجنيد المحامين رون كاستان وبريان كيون كوهين. مثّل ماكنتاير مابو خلال جلسات الاستماع.
وكانت النتيجة النهائية لهذا القرار بعد مرور 10 سنوات، قال هنري رينولدز: «لقد كانت معركة لمدة عشر سنوات وكانت ملحمة رائعة حقًا».

## وفاته
في 21 يناير 1992 توفي إدي مابو بسبب السرطان في سن 55.
وبعد خمسة أشهر في 3 يونيو 1992 أعلنت المحكمة العليا قرارها التاريخي وهو إلغاء المذهب القانوني ل terra nullius - وهو مصطلح ينطبق على موقف البريطانيين تجاه ملكية الأراضي في قارة أستراليا.
هذا القرار، رسميا «مابو ضد كوينزلاند (رقم 2)»، المعروف الآن باسم «مابو» في أستراليا معترف به لوضعه التاريخي. وبعد ثلاث سنوات من وفاة مابو - بحسب فترة الحداد التقليدية لشعب جزيرة موراي - تم عقد تجمع في تاونسفيل من أجل عمل احتفالية تذكارية.
تعرض قبر مابو للهجوم من قبل المخربين الذين رشوا الصليب المعقوف وكلمة «أبو» (مصطلح عامري مهين لشخص من السكان الأصليين) على قبره وإزالة صورة برونزية من النقوش البارزة له، فقررت عائلته إعادة دفن جثته في جزيرة موراي في ليلة إعادة دفنه، وأقام سكان الجزيرة مراسمهم التقليدية للدفن التي استخدمت مع الملك ميريم وهو طقس لم يشاهد في الجزيرة لمدة 80 عامًا.

## اثاره وميراثه
في عام 1992 مُنح مابو بعد وفاته وسام الأسترالية لحقوق الإنسان في جوائز لجنة حقوق الإنسان وتكافؤ الفرص بالمشاركة مع شخصيات أخرى، وكانت الجائزة تقديراً «لمعركتهم الطويلة والحازمة لتحقيق العدالة لشعوبهم» و «العمل على مدى سنوات عديدة للحصول على اعتراف قانوني بحقوق الشعوب الأصلية».
في عام 1993، احتفلت صحيفة (ذا أستراليان) بأعتباره شخصية العام الأسترالية لعام 1992، وهي جائزة مختلفة عن جوائز العام الأسترالية الرسمية الصادرة عن الحكومة الأسترالية.
تم إصدار فيلم وثائقي Mabo: Life of a Island Man، من إخراج تريفور جراهام في عام 1997 (وحصل على جائزة AFI لأفضل فيلم وثائقي).
في 21 مايو 2008 قامت جامعة جيمس كوك بتسمية مكتبة الحرم الجامعي في تاونسفيل مكتبة إدي كويكي مابو.
وهناك «يوم مابو» هو عطلة رسمية في توريس شاير الذي يحتفل به في 3 يونيو كل عام.
في 10 يونيو 2012، تم بث فيلم Mabo وهو فيلم دراما تلفزيونية تعتمد على حياة Mabo تم إنتاجة بواسطة هيئة الإذاعة الأسترالية (ABC).
في 24 أغسطس 2015، أصبح توني أبوت أول رئيس وزراء يزور قبر إيدي مابو في جزيرة موراي حيث أشاد بإرثه.
في عام 2016، احتفلت جوجل دودل بعيد ميلاده الثمانين.
في عام 2017 أصدرت دار السك الملكية الأسترالية عملة معدنية تذكارية بقيمة 50 سنتًا احتفالاً بمرور 25 عامًا على وفاة مابو والقرار القانوني و 50 عامًا منذ الاستفتاء. تم تصميمه من قبل ابنته الكبرى بونيتا ماري مابو وتم إصداره في أسبوع المصالحة الوطنية.